# Austin-Healey
Austin-Healey (рус. Остин-Хили) — марка спортивных автомобилей, выпускавшихся в Великобритании с 1953 по 1971 год. Совместная разработка компании British Motor Corporation (главным образом её ведущего подразделения — Austin Motor Company) и автомобильного конструктора, дизайнера Дональда Хили.

## История создания
Дональд Хили, в годы Первой мировой войны служивший лётчиком ВВС Великобритании, после её окончании занялся авторемонтным бизнесом, а с начала 1930-х годов начал работать как инженер по созданию новых моделей и гонщик-испытатель. В 1946 году он открыл собственное производство спортивных автомобилей, а в 1952 году на автосалоне в Лондоне продемонстрировал одну из новинок — родстер «Хили-100», в котором использовал двигатель «Austin А-90» с рабочим объёмом двигателя 2660 см³. Президент British Motor Corporation Леонард Лорд, только недавно создавший эту фирму путём слияния Austin Motor Company и Morris Motors Limited, впечатлённый машиной прямо на выставке заключил с Хили договор о совместной разработке в Лонгбридже спортивных автомобилей под новой торговой маркой «Austin-Healey». Первая модель была названа «Austin-Healey—100» и в разных модификациях выпускалась до 1967 года.

## Austin-Healey — 100
Обе компании, образовавшие ВМС, ранее выпускали гоночные автомобили, но по разным причинам отказались от изготовления спортивных машин. Тем не менее, кадры и технологии были сохранены, и уже в следующем году началось серийное производство модели «Austin-Healey — 100». Номер ей был присвоен за возможность развивать скорость 100 миль в час (≈ 160 километров в час). Позже появился ещё один вариант названия — Big Healey, чтобы формально различать эту модель со значительно меньшей по габаритам Austin-Healey Sprite. Первая серия автомобилей выпускалась под заводским кодом BN1, была оснащена четырёхцилиндровым двигателем мощностью 90 лошадиных сил и оснащалась 3-ступенчатой механической коробкой переключения передач и барабанными тормозами на всех колёсах. Они развивали скорость до 170 км/ч, до 100 км разгонялись за 11,2 секунды. Средний расход топлива составлял 12,6 литра на 100 км пробега. Стоил автомобиль чуть более £ 1000 (на 2010 год — ≈21 800 фунтов стерлингов при пересчёте по индексу розничных цен или ≈58 800 фунтов стерлингов при пересчёте по средней заработной плате). Всего в данной серии было выпущено чуть более 10 тысяч автомобилей.
В августе 1956 года в производство была запущена серия BN2. Её главным техническим отличием стала 4-ступенчатая МКПП; внешними — чуть большие арки передних колёс и использование комбинированной двухцветной покраски. Усовершенствованный в том же году карбюратор позволил достичь мощности в 110 лошадиных сил при 4500 оборотах в минуту. Кроме того, была усилена передняя подвеска; капот приобрёл выразительные жалюзи. Данная модификация получила название Austin-Healey 100 М. Всего до июля 1956 года в серии BN2 (включая 100 М) было изготовлено и продано чуть более 4,6 тысяч автомобилей.

## Austin-Healey — 100-6
В июле 1956 года появилась вторая модель из так называемой тройки «Big Healeys» (рус. «Больших Хили») — Austin-Healey 100-6 (встречается написание 100-Six). Цифра «шесть» обозначала разработанный шестицилиндровый двигатель, устанавливаемый на новую модель. Внешние изменения кузова незначительны. Выпускался в двух комплектациях: BN4 (с формулой пассажирских кресел 2+2) и BN6 (двухместный вариант, производился с 1958 года). В 1959 году было произведено испытание серийного автомобиля, которое выявило его способность развивать мощность 117 лошадиных сил и достигать максимальной скорости 167,2 км/ч). Время разгона от 0 до 100 км/ч — 10,7 секунд; расход топлива 13,6 литров на 100 км. Стоимость тестовой машины была £ 1307 (включая налоги в размере £ 436).

## Austin-Healey 3000
Модель Austin-Healey 3000 (от округлённого показателя рабочего объёма двигателя — 2912 см³) была запущена в производство в 1959 году, заменив Austin-Healey 100-6. Несмотря на новое название, изменения были относительно незначительными по сравнению с первоначальными различиями между 100 и 100-6. Комплектовался сдвоенным карбюратором Skinners Union, дисковыми тормозами передних колёс. Предлагалось два варианта компоновки кузова: BT7 Mark I (2+2) и BN7 Mark I (2-местный вариант). Всего было выпущено 13 650 автомобилей модификации Mk I (2825 BN7 Mark I и 10 825 BT7 Mark I). В 1960 году специалисты журнала «Motor» при тест-драйве BT7 3000 с жёсткой крышей достигли следующих максимальных показателей: скорость — 185 км/ч, разгон до 100 км/ч) — 11,7 секунды, расход топлива 13,1 литр на 100 км. Стоимость тестовой машины составила £ 1326, включая налоги.
Использование номеров Mark I (или сокращённо Mk I) было введено в 1961 году, когда в серию была запущена модификация Mark II. Представленный в марте 1961 года, Mark II был оснащён тройным карбюратором SU HS4 и усовершенствованным распределительным валом. Компоновка кузова была представлена как и прежде: BT7 Mark II (2+2) и BN7 Mark II (2-местный вариант). B октябре 1963 года была запущена серия Austin-Healey 3000 Mark III, которая оставалась в производстве до конца 1967 года (один автомобиль был построен в марте 1968 года). Её рабочий код BJ8. Новая модель была самой мощной и роскошной из «Больших Хили». Салон был декорирован шпоном из дерева грецкого ореха. Двигатель имел мощность 150 лошадиных сил. Выпускалась только компоновка 2+2. Всего было изготовлено 17 712 автомобилей Austin-Healey 3000 Mark III.

## Austin-Healey Sprite
Austin-Healey Sprite — малый спортивный автомобиль, о производстве которого было объявлено British Motor Corporation в Монте-Карло 20 мая 1958 года, незадолго до очередного Гран-при Монако. Он стал преемником спортивных версий довоенной Austin Seven. Sprite был также разработан Дональдом Хили, который в соответствии с задачей максимально снизить затраты на его производство, максимально использовал в конструкции узлы и компоненты от существующих автомобилей. Sprite — «совместное детище» всех предприятий, входивших в состав концерна British Motor Corporation. Двигатель и передняя подвеска — от Austin А-35, рулевое управление — от Morris Minor и так далее. Шасси изготавливали на заводе в Вулвергемптоне (Уэст-Мидлендс, центральная Англия), кузова — в Суиндоне (Уилтшир, юго-запад Англии), откуда доставляли их в Каули, где красили и отправляли на сборку в Эбингдон (юго-восток Англии). Несмотря на сложную транспортную цепочку, автомобиль был дешевле, чем у конкурентов, и скоро стал достаточно популярным.

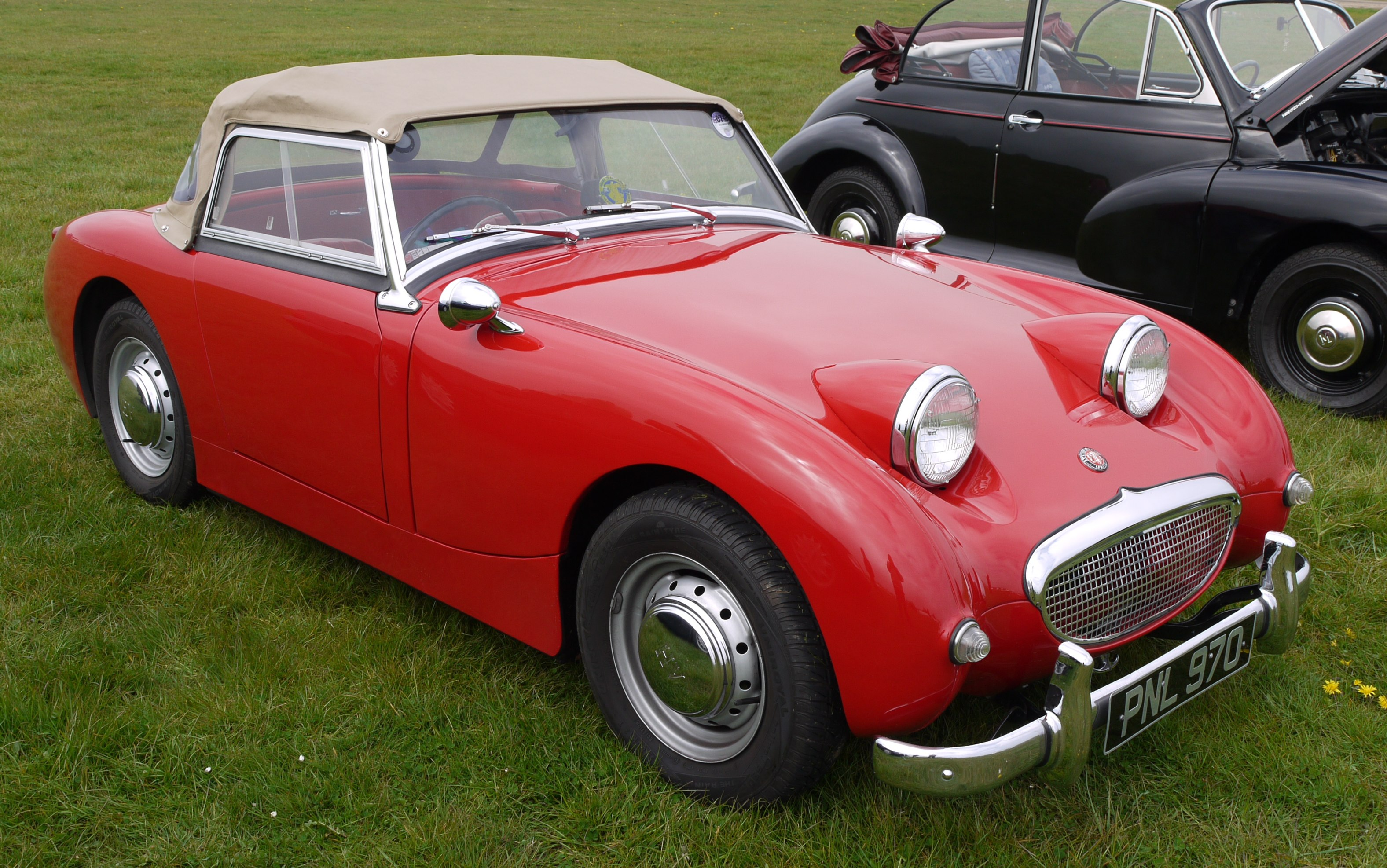
Austin-Healey Sprite Mk I
«Frogeye — Лягушачий глаз»

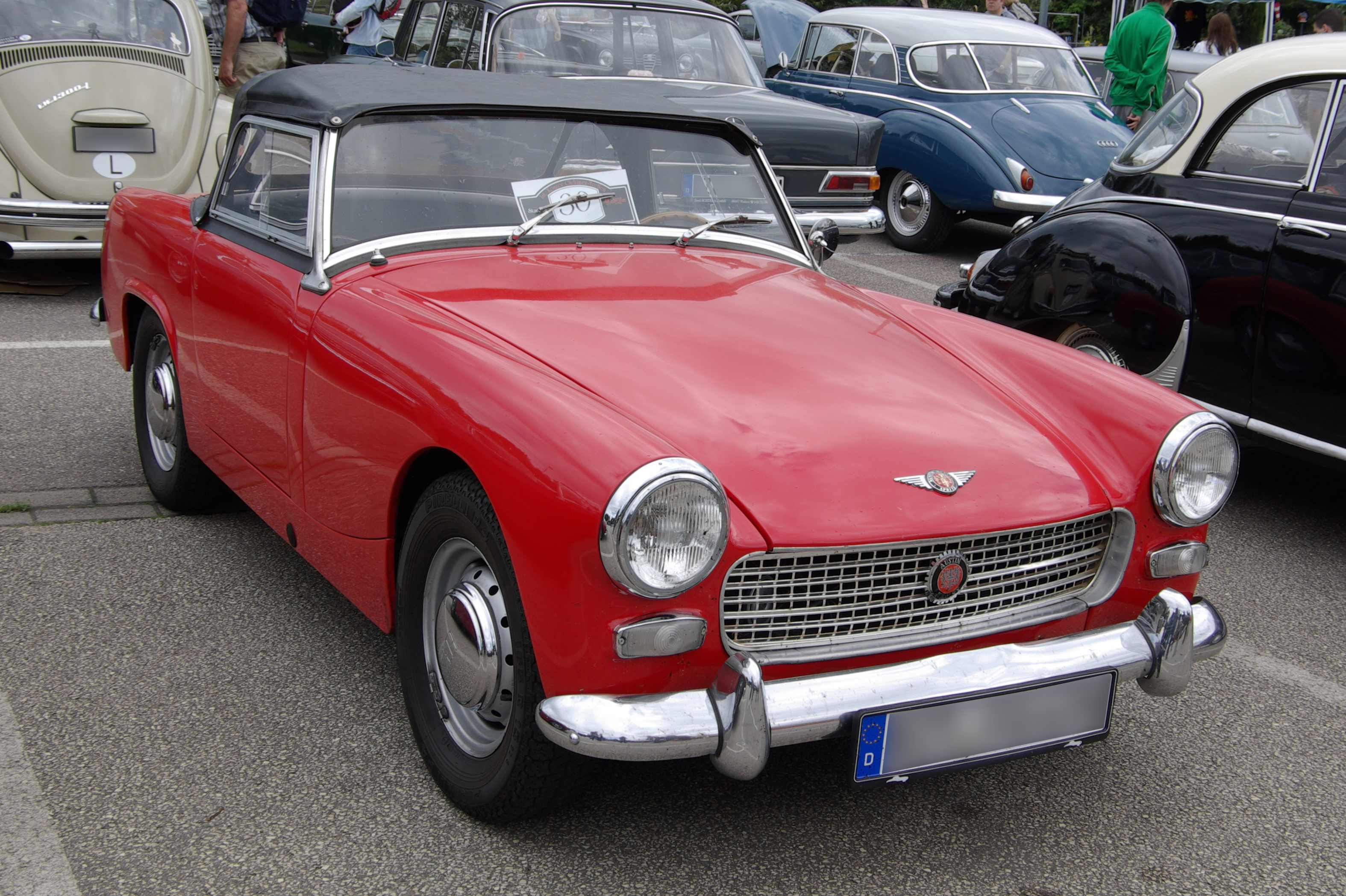
Austin-Healey Sprite Mk II
(заметно характерное смещение фар к классическим стандартам — на крылья).

Модельный ряд состоял из версий от Mk I до Mk IV. Mark I в Великобритании получил «народное» прозвище «Frogeye» (Фрогай, рус. Лягушачий глаз), а в США — «Bugeye» (Багай, рус. Глаз жука), за выделяющиеся в средней части капота фары. В планах дизайнеров они должны были комплектоваться механизмом свёртывания в подкапотное пространство, но в целях экономии от этой идеи отказались. Модификация оснащалась рядным четырёхцилиндровым двигателем объёмом 948 см³ мощностью 43 лошадиные силы. Автомобиль в 1958 году был протестирован специалистами журнала «The Motor» со следующими результатами: максимальную скорость — 133,4 км/ч), разгон до 100 км/ч) за 20,5 секунды, расход топлива 6,6 л/100 км. Стоимость тестовой машины — £ 678, включая налоги в размере £ 223.

В Mark II был использован тот же двигатель 948 см³ (код двигателя 9CG), но с большим сдвоенным карбюратором и увеличением мощности до 46,5 лошадиных сил. Кузов был полностью переработан, фары заняли более традиционные позиции в крыльях. Автомобиль выглядел менее эксцентричным, хотя и стал тяжелее на 30 килограммов. В 1962—1964 годах Mk II стали комплектоваться двигателем объёмом 1098 см³ и мощностью 56 л. с. Различия между Sprite Mark III и Mark II ограничивались незначительными деталями отделки: новой, чуть более изогнутой формой лобового стекла, изменённым видом видом дверных ручек и замков дверей. Однако спрос на данную марку стал динамично падать, так как в её классе появился серьёзный конкурент — Triumph Spitfire. 
Следующее обновление — Mk IV, было представлено на Лондонском автосалоне в октябре 1966 года. Модификация получила двигатель 1275 см³, а также некоторые косметические изменения. Наиболее заметными из них — крыша, которая могла складываться в багажник.

## Прекращение производства
Спрос на автомобили семейства Хили продолжал падать и в 1971 году их производство было прекращено. Последняя 1000 машин была выпущена как Austin Sprites. У всех перечисленных моделей не было прямого наследника, а широкий спектр продукции вновь созданной корпорации British Leyland Motor Corporation уже содержал Midget MG, который был идентичен Sprite по размерам, цене и потребительским качествам.
Права на торговую марку Остин в настоящее время принадлежит китайской государственной компании Nanjing Automobile, которая купила активы MG Rover Group (преемника компании British Leyland) после его банкротства в 2005 году. Дональд Хили зарегистрировал новую фирму Healey Automobile Consultants, которую после его смерти родственники продали компании HFI Automotive в 2005 году. Сумма сделка составила около одного миллиона фунтов стерлингов плюс пакет акций новой компании. В начале 2006 года представители HFI заявляли, что прототип нового автомобиля под названием Healey 3000 проходит испытания и вскоре будет представлен. Собирать модель планировалось в Великобритании, а экспортировать — в США. Модель изготовлена на базе концепта Project Tempest, и, как утверждает производитель, будет с первого взгляда видно, что это Healey. Позже новостей о развитии этого проекта не поступало. В июне 2007 года Nanjing Automobile и HFI Automotive подписали соглашение о сотрудничестве, целью которого являлось воссоздание Austin Healey. О сроках воплощения этого проекта до настоящего времени также ничего не известно.

## Спортивные достижения

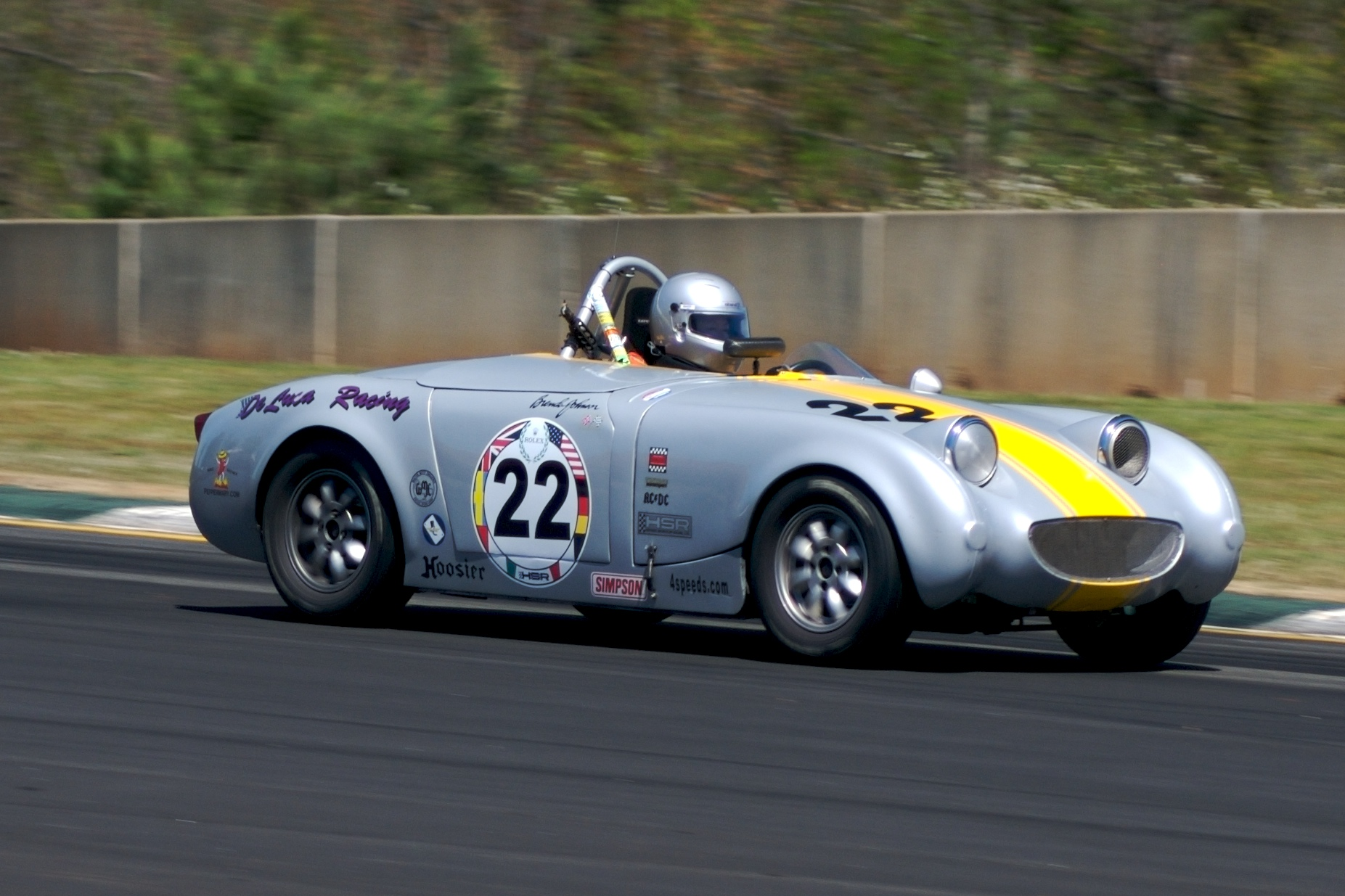
Austin Healey Sprite на Роуд Атланта в 2007 году.

За время существования марки Austin-Healey эти автомобили неоднократно достигали крупных успехов в гонках различного класса и устанавливали мировые рекорды скорости. Так уже в год выпуска первого «Austin-Healey — 100» его спортивный вариант достойно выступил в гонке на выживание «24 часа Ле-Мана». На следующий год новая модификация заняла III место в 12-часовых соревнованиях в Себринге. В честь этого в 1955 году была выпущена серия из 50 машин с обозначение «100-S» (буква S заимствована собственно от названия трассы Sebring), мощность двигателя у которой была повышена с 90 до 132 лошадиных сил. 
На этой модели с модифицированным кузовом Дональд Хили в ноябре 1954 года на высохшем солёном озере Бонневилль (США) достиг скорости 310 км/ч.

## Модификации и годы выпуска
Austin-Healey 100
- 1953—1955 годы — BN1 Austin-Healey 100
- 1955 год — Austin-Healey 100S (ограниченная серия из 50 автомобилей с повышенной мощностью в честь победы на трассе в Себринге)
- 1955—1956 годы — BN2 Austin-Healey 100 and 100M

Austin-Healey 100-6
- 1956—1959 годы — BN4 Austin-Healey 100-6 (2+2)
- 1958—1959 BN6 Austin-Healey 100-6 (2-местный)

Austin-Healey 3000
- 1959—1961 годы — BN7 Mark I (2-местный), BT7 Mark I (2+2)
- 1961—1962 годы — BN7 Mark II (2-местный), BT7 Mark II (2+2), BJ7 Mark II (2-местный)
- 1962—1964 годы — BJ7 Mark II
- 1964—1967 годы — BJ8 Mark III

Austin-Healey Sprite
- 1958—1960 годы — AN5 Mark I
- 1961—1964 годы — AN6-AN7 Mark II
- 1964—1966 годы — AN8 Mark III
- 1966—1969 годы — AN9 Mark IV
- 1969—1971 годы — AN10 Mark V